# Usabilitat

Exemple d'usabilitat

La usabilitat (de l'anglès usability) és la facilitat amb què la gent pot usar una eina o un giny, per aconseguir un objectiu concret. El terme també pot fer referència als mètodes per mesurar la usabilitat i a l'estudi dels principis que doten un objecte d'usabilitat.
La usabilitat, tradicionalment lligada al disseny de panells de control o interfícies per part dels enginyers, s'ha popularitzat amb l'arribada de gran quantitat de dispositius electrònics (mòbils, caixers automàtics, ordinadors, automòbils...) i l'ús de la informàtica (sistemes operatius, programari, pàgines web…). Per fer-los intuïtius i fàcils d'utilitzar, poden requerir disciplines tan diverses com l'enginyeria, la psicologia, el disseny i la comunicació visual, la informàtica, l'etnografia, els estudis de mercat, etc.
La usabilitat permet:
- Més eficiència; amb menys temps es pot acabar una tasca concreta.
- Facilitat d'aprenentatge; el funcionament d'un objecte es pot deduir observant-lo.
- Més satisfacció de l'usuari.

Jakob Nielsen i Steve Krug són dos dels experts destacats en usabilitat.
Segons Nielsen, la usabilitat es definiex per 5 dimensions:
- Satisfacció: Què tan agradable és utilitzar el disseny.
- Error: Quants errors fan els usuaris, el grau d'aquests errors i la facilitat amb que es recuperen dels errors
- Aprenentatge: Què tan fàcil és que els usuaris realitzen tasques bàsiques la primera vegada que es troben amb el disseny
- Eficiència: Una vegada que els usuaris han après el disseny, la rapidesa amb què poden fer tasques?
- Memòria: Quan els usuaris tornen al disseny després d'un període de no usar-lo, la facilitat amb què poden restablir el control en l'ús

## Altres aspectes de la usabilitat
A partir de la conceptualització duta a terme per l'ISO, s'infereixen els principis bàsics en què es basa la usabilitat:
- Facilitat d'aprenentatge: facilitat amb què nous usuaris desenvolupen una interacció efectiva amb el sistema o producte. Està relacionada amb la predicibilitat, sintetització, familiaritat, la generalització dels coneixements previs i la consistència.

- Flexibilitat: relativa a la varietat de possibilitats amb què l'usuari i el sistema poden intercanviar informació. També inclou la possibilitat de diàleg, la multiplicitat de vies per a la tasca, la similitud amb tasques anteriors i l'optimització entre l'usuari i el sistema.

- Robustesa: és el nivell de suport a l'usuari que facilita el compliment de seus objectius. Està relacionada amb la capacitat d'observació de l'usuari, de recuperació d'informació i d'ajust de la tasca a l'usuari.

En informàtica, la usabilitat està molt relacionada amb l'accessibilitat, fins al punt que alguns experts consideren que una forma part de l'altra o viceversa. Un d'aquests experts i guru de la usabilitat en els entorns web és Jakob Nielsen, que va definir la usabilitat en el 2003 com "un atribut de qualitat que mesura com són de fàcils d'usar les interfícies web".
Una altra definició clarificadora és la de Redish (2000), per a qui cal dissenyar llocs web perquè els usuaris siguin capaços de "trobar el que necessiten, entendre el que troben i actuar apropiadament... dins del temps i esforç que ells consideren adequat per a aquesta tasca".
Fora de l'àmbit informàtic, la usabilitat està més relacionada amb l'ergonomia i els factors humans.
L'ergonomia parteix dels principis del disseny universal o disseny per a tots. La bona ergonomia es pot aconseguir mitjançant el disseny centrat en l'usuari (que no necessàriament dirigit per ell), encara que es fan servir diverses tècniques. El dissenyador d'ergonomia proporciona un punt de vista independent de les metes de la programació perquè el paper del dissenyador és actuar com a defensor l'usuari. Per exemple, després d'interaccionar amb els usuaris, el dissenyador d'ergonomia pot identificar necessitats funcionals o errors de disseny que no hagin estat anticipats.
L'ergonomia inclou consideracions com:
- Qui són els usuaris, quins coneixements tenen i què poden aprendre?
- Què volen o necessiten fer els usuaris?
- Quina és la formació general dels usuaris?
- Quin és el context en el qual l'usuari està treballant?
- Què ha de deixar-se a la màquina? Què s'ha de deixar a l'usuari?

Les respostes a aquestes preguntes es poden aconseguir fent anàlisis d'usuaris i tasques al principi del projecte.
Altres consideracions inclouen:
- Poden els usuaris realitzar fàcilment les seves tasques previstes? Per exemple, poden fer les tasques previstes a la velocitat esperada?
- Quanta preparació necessiten els usuaris?
- Quina documentació o altre material de suport hi ha disponible per ajudar l'usuari? L'usuari pot trobar en aquests mitjans les respostes que busca?
- Quins i quants errors cometen els usuaris quan interaccionen amb el producte?
- Pot l'usuari recuperar-se dels errors? Què han de fer els usuaris per recuperar-se dels errors? El producte ajuda els usuaris a recuperar-se dels errors? Per exemple, el programari mostra missatges d'error informatius i no amenaçadores?
- S'han pres mesures per cobrir les necessitats especials dels usuaris amb discapacitats? (és a dir, s'ha tingut en compte l'accessibilitat?).

Exemples de tècniques per trobar resposta a aquestes i altres qüestions són: anàlisi de requisits enfocada a l'usuari, construcció de perfils d'usuaris i proves d'usabilitat.

## Mètodes
Hi ha diversos mètodes per examinar la usabilitat depenent en què camp s'aplica. No obstant això, seguidament aquí es recolliran alguns que poden ser-ne útils.

### Mètode d'indagació o sondeig
1. Observació / Estudi etnogràfic: examinar l'entorn, les principals activitats i el conext dels usuaris dins d'una comunitat.
2. FocusGroup (grup de discussió): es posen en discussió les opinions de diverses persones (entre 5 i 8), de les quals s'han extret dades espontànies.
3. Entrevistes personals: es recullen les opinions i comentaris d'usuaris amb el propòsit de reconèixer el seu grau de satisfacció.
4. Questionaris: llistat de preguntes tancades que proporciona dades estadístiques per conèixer les preferències dels usuaris.

### Mètode d'inspecció
1. Heurística: anàlisi realitzat per experts que s'adapten a les pautes d'usabilitat convencionals amb l'objectiu d'estalviar en costos i temps (comparat amb les tècniques per avaluar els usuaris).
2. Recorregut / assaig cognitiu: els experts prenen el rol d'usuaris, acció que els prototips aprofiten per a determinar la facilitat d'aprenentatge.
3. Recorregut d'usabilitat plural: reunions d'experts en què es discuteixen aspectes com alguns mecanismes que poden afectar l'usuari (per exemple, la pàgina principal d'un lloc web).
4. Inspecció d'estàndards: verificació per part d'un tècnic que el lloc web s'ajusta als mínims que s'estableixen (W3C).
5. User persona: aquesta metodologia consisteix en confeccionar perfils d’usuaris ficticis que es corresponguin amb les característiques, aptituds eines que fan servir i necessitats d’usuaris del web reals. Per tal d’aconseguir la informació per dissenyar els perfils cal haver elaborat algun procés o mètode per recavar-la.[4]

### Mètode de testing
1. Thinkingaloud (pensar en veu alta): demanar als usuaris una opinió oral les seves impressions sobre l'estructura i el disseny.
2. Mètode de Co-Descobriment: realització d'activitats per part d'usuaris, les quals són supervisades per un expert.
3. Cardsorting (ordenació de targetes): proposar paraules clau amb l'objectiu que els usuaris les endrecin i les agrupin segons el seu criteri. Els resultats serveixen per comprovar si l'arquitectura de la informació preestablerta és l'adequada o no.[5]